# Граничная (Иркутская область)
Грани́чная — деревня в Боханском районе Иркутской области России. Входит в состав Шаралдайского муниципального образования.

## География
Деревня находится 37 км (по прямой) к востоку от посёлка Бохан, административного центра района.

## Население
| 2002 | 2010 | 2011 | 2012 |
| ---- | ---- | ---- | ---- |
| 8    | ↗12  | →12  | →12  |

### Национальный состав
По данным Всероссийской переписи, в 2010 году в деревне проживало 12 человек (7 мужчин и 5 женщин).